# Andrew Smith (zoólogo)
Andrew Smith (3 de diciembre de 1797 - 12 de agosto de 1872) fue un cirujano militar, explorador y zoólogo escocés.

## Biografía
Smith nació en Hawick, Escocia. Su primer trabajo fue como cirujano de a bordo.
Entre 1820 y 1837 se instaló en la Colonia del Cabo, donde dirigió una expedición científica al interior de la actual Sudáfrica. Los trabajos realizados por la expedición fueron plasmados en el libro Ilustraciones de la Zoología de África del Sur, que escribió entre 1838 y 1850.
Smith se encuentra con el joven geólogo y naturalista Charles Darwin en el segundo viaje del Beagle al tocar Ciudad del Cabo en mayo de 1836, mostrándole formaciones rocosas. Darwin se correspondió con Smith acerca del porqué los grandes animales de Sudáfrica vivieron con poca vegetación, mostrando que la falta de vegetación lujuriosa no explicaba la extinción de esas gigantes criaturas cuyos fósiles Darwin había hallado en Sudamérica. Darwin frecuentemente menciona a Smith en sus escritos, y esponsoreándolo para ganar la membresía en la Royal Society en 1857.
En 1837 volvió al Reino Unido, donde fue director general del Servicio Médico Británico durante la guerra de Crimea y hasta su retiro en 1858.

## Correspondencia con Charles Darwin
- 16 de marzo de 1839
- 19 de febrero de 1842
- 1862
- 1867
- 26 de feb 1871
- 17 de abr 1871
- 16 de mayo de 1871
- 18 de julio de 1871

## Abreviatura (zoología)
La abreviatura Smith  se emplea para indicar a Andrew Smith como autoridad en la descripción y taxonomía en zoología.